# Adalgisa Nery

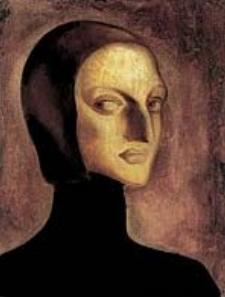
Adalgisa Nery, gemalt von ihrem Ehemann Ismael Nery

Adalgisa Nery, eigentlich Adalgisa Maria Feliciana Noel Cancela Ferreira (* 29. Mai 1905 in Rio de Janeiro; † 7. Juni 1980 ebenda) war eine brasilianische Schriftstellerin, Journalistin, Politikerin und Muse. Sie gilt als eine der bedeutendsten brasilianischen Schriftstellerinnen des 20. Jahrhunderts.

## Leben
Adalgisa Nery wurde als Tochter eines städtischen Beamten geboren. Als sie acht Jahre alt war, verlor sie ihre Mutter. Bis zu ihrer Jugend besuchte sie das Colegias das Freiras in Rio, wo sie ihren späteren Ehemann, den berühmten modernistischen Maler Ismael Nery, kennenlernte. Vorher war sie die Freundin des später bekannt gewordenen Lyrikers Murilo Mendes, sie wurde aber von Nery ausgespannt. Mit 16 Jahren heiratete sie 1921 den Maler. Die Ehe war problematisch; das Paar stritt sich oft ununterbrochen und es kam zu Gewalttätigkeiten. Daneben schlug das Schicksal mehr als fünf Mal zu: Das Paar hatte insgesamt sieben Kinder, alles Jungen, von denen fünf im Kinder- oder Kleinkinderalter starben, teilweise durch die Situation in einem bettelarmen Künstlerhaushalt bedingt; nur zwei der Söhne überlebten. 1934 starb dann ihr Ehemann selbst an Tuberkulose. Nach dem Tod ihres Mannes musste sie zunächst Geld für die überlebenden Söhne verdienen. Sie lernte den Journalisten und Pressechef des Estado Novo von Diktator Getúlio Vargas, Lourival Fontes, kennen. Sie heirateten 1940. Die Ehe wurde 1954 geschieden. In der Zeit ihrer zweiten Ehe war sie ihrem Mann, der später als Diplomat tätig war, als brasilianischer Konsul von 1941 bis 1943 nach New York gefolgt. Von 1943 bis 1945 agierte ihr Mann als Botschafter Brasiliens in Mexiko. Dort lernte sie Frida Kahlo kennen, die eine gute Freundin wurde. Auch mit Kahlos Ehemann Diego Rivera war sie befreundet.
Nach der Scheidung konnte sie eine Stelle als Journalistin von 1954 bis 1966 bei der Zeitung „Ultima Hora“ antreten, wo sie die tägliche Kolumne „Retratos sem retoque“ betreute. Von 1962 bis 1966 sowie von 1966 bis 1969 war sie für die PSB (Partido Socialista Brasileira) als Abgeordnete ins Parlament gewählt worden. Nach dem Militärputsch 1969 wurde sie ihres Amtes wie viele anderen Abgeordnete auch enthoben und verfiel in Depression. Sie zog sich von der Öffentlichkeit, den Freunden, ihrer Familie und der Literaturszene zurück. Für einige Jahre lebte sie mit dem Fernseh-Moderator Flávio Cavalcanti in Wilder Ehe, ehe sie 1976 auch von ihm zurückzog und nach einem Schlaganfall in ein Seniorenheim eingewiesen wurde, wo sie bis zu ihrem Tod vergessen, vereinsamt und verarmt lebte. Sie starb am 7. Juni 1980 in Rio de Janeiro.

## Die Literatin Adalgisa Nery
Adalgisa war als Lyrikerin, Erzählerin und Romanautorin (Romancière) tätig. Ihr Werk umfasst sehnsuchtsvolle Liebeslyrik sowie auch viele Frauenthemen. Sie war die Muse von Candido Portinari, der sie zahlreich malte, sowie von dem Dichter Carlos Drummond de Andrade, der ein Gedicht auf sie gedichtet hatte. Ihren ersten Text hatte sie 1935 in einer Studentenzeitschrift veröffentlicht, ihr erstes Buch erschien 1937, ein Gedichtband. Sie wurde erst nach ihrem Tod zu der bekannten und anerkannten Autorin, die sie heute ist, da sie immer im Schatten ihrer drei Männer (Ismael Nery, Lourival Fontes und Flavio Cavalcati) stand. Als Übersetzerin gelang es ihr die Biographie von George Sand ins brasilianische Portugiesisch zu übersetzen.
Eine Biographie erschien erstmals 1999 mit dem Titel Adalgisa Nery: muito amada e muito so.

## Werke
- Poemas, 1937, Lyrik.
- A mulher ausente. Poemas. Olympio, Rio de Janeiro 1940. Lyrik. Zeichnungen von Candido Portinari.
- Ar do deserto. Poemas. Olympio, Rio de Janeiro 1943. Lyrik.
- Og. Contos. Olympio, Rio de Janeiro 1943. Erzählungen.
- Cantos de angústia. Poemas. Olympio, Rio de Janeiro/S. Paulo 1948. Lyrik.
- As fronteiras da quarta dimensão. Poesias. Olympio, Rio de Janeiro 1952. Lyrik.
- A imaginária. Olympio, Rio de Janeiro 1959. Roman.
- Mundos Oscilantes. Poesia reunida. Olympio, Rio de Janeiro 1962. Lyriksammelband.
- Retrato sem retoque. (Retratos do Brasil. 18). Ed. Civilização Brasileira, Rio de Janeiro 1963. Zeitungsartikelsammlung.
- 22 menos 1. Ed. Expressão e Cultura, Rio de Janeiro 1972. Kurzgeschichten.
- Neblina. Romance. Olympio, Rio de Janeiro 1972. Erzählung.
- Erosão. Poesia. Olympio, Rio de Janeiro 1973. Lyrik.

Übersetzungen
- O jardim das carícias. (Tradução do árabe) de Franz Toussaint. Tradução de Adalgisa Nery. Olympio, Rio de Janeiro 1938.
- A. J. Cronin: O romance do Dr. Harvey Leith. Tradução de Adalgisa Nery. Olympio, Rio de Janeiro 1940. (Englischer Originaltitel: Grand Canary. Neuere Ausgaben: Encontro de amor.).
- Marie Jenney Howe: Em busca do amor. A vida de George Sand. Tradução de Adalgisa Nery. Olympio, Rio de Janeiro 1941. (Englischer Originaltitel: George Sand.).
- Bertita Harding: O trono do amazonas. A história dos Braganças do Brasil. Tradução de Adalgisa Nery. Olympio, Rio de Janeiro 1944. (Englischer Originaltitel: Amazon throne. The story of the Braganzas of Brazil.).